# Atlas Peak AVA
Atlas Peak AVA es un Área Vitivinícola Americana localizada dentro del Valle de Napa AVA, al noroeste de la ciudad de Napa, en California. Se encuentra a una elevación más alta que la mayoría de la región vitinícola de Napa, lo que limita los efectos de la niebla fría procedente del Océano Pacífico. La orientación hacia el oeste de la mayoría de los viñedos en las Vaca Mountains también extiende la cantidad de luz solar directa sobre las uvas. El suelo es volcánico y muy poroso, lo que le permite enfriarse rápidamente a pesar del aumento de la luz solar. El área tiene una variación de temperatura bastante significativa de más de 17 °C entre el día y la noche.